# Antti Hyry
Pour les articles homonymes, voir Hyry.
Antti Kalevi Hyry (né le 20 octobre 1931 à Kuivaniemi en Finlande et mort le 4 juin 2016 à Espoo (Finlande)) est un écrivain finlandais.

## Biographie
Antti Hyry est diplômé ingénieur en 1958. Son premier ouvrage est un recueil de nouvelles intitulé : Maantieltä hän lähti.

## Prix
Antti Hyry a reçu plusieurs prix :
ses ouvrages Kertomus (1986) et Aitta (1999) furent sur la liste des nominations du Prix Finlandia.
Son ouvrage Uuni (2009) a reçu le Prix Finlandia en 2009.
Parmi ses autres prix :
- Pro Finlandia 1972
- Prix Aleksis Kivi 1978
- Prix Eino Leino 2005
- Prix Finlandia 2009
- Prix national de littérature

## Publications
- Maantieltä hän lähti, 1958, recueil de nouvelles
- Kevättä ja syksyä, 1958, roman
- Kotona, 1960, roman
- Junamatkan kuvaus, 1962, recueil de nouvelles
- Alakoulu, 1965, roman
- Maailman laita, 1967, roman
- Leveitä lautoja, 1968, recueil de nouvelles
- Novellit 1968, recueil de nouvelles
- Isä ja poika, 1971, roman
- Silta liikkuu, 1975, roman,  (ISBN 951-1-02217-2)
- Maatuuli, 1980, roman,  (ISBN 951-1-06035-X)
- Novellit, 1981, recueil de nouvelles,  (ISBN 951-1-06549-1)
- Kertomus, 1986, recueil de nouvelles,  (ISBN 951-1-09253-7)
- Kurssi, 1993, roman,  (ISBN 951-1-12791-8)
- Aitta, 1999, roman,   (ISBN 951-1-15040-5)
- Uuni, 2009, roman,  (ISBN 978-951-1-23845-4)